# Irklis

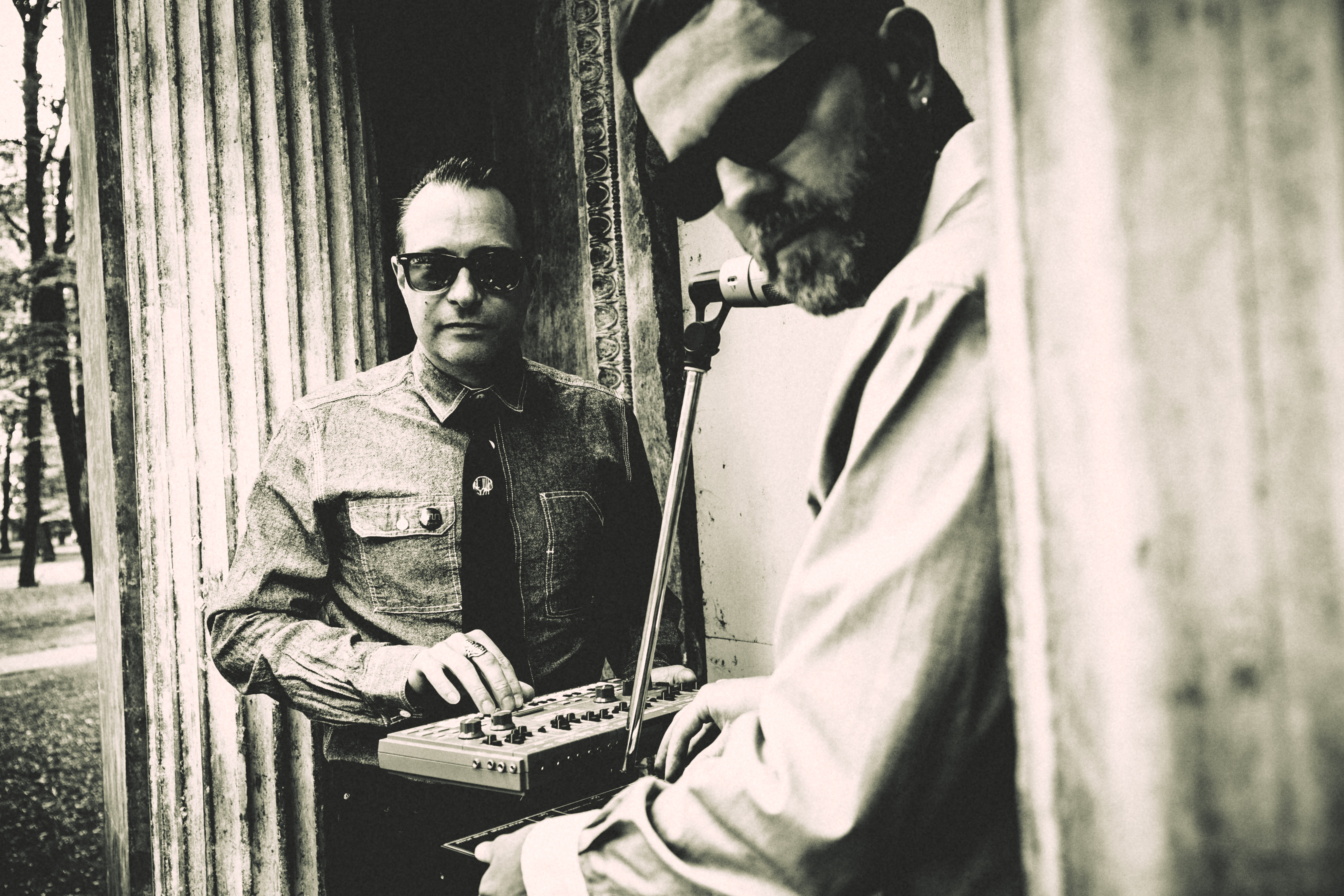
Irklis in Riga, August 2019

Irklis ist eine post-industrielle Elektronikband, die ursprünglich 1988 unter dem Namen Formā Anonym in Leichlingen gegründet wurde. Gründer sind Roman Alexander Brüning und Aleksandrs Olgerts Berzins.

## Musikalische und philosophische Einordnung
Inspiriert von Pionieren der elektronischen und industriellen Musik wie Kraftwerk, Skinny Puppy, The Klinik, Front 242, Clock DVA oder auch Laibach und Pan Sonic haben Irklis immer tiefgehende philosophische Themen in ihrer Musik verarbeitet. Ursprünglich als Sprachrohr der Individualisierung und die damit einhergehende Verneinung von Kategorien und Zeigefinger-Rhetorik, haben sie sich auch gerade für Themen aus dem Umfeld der ernst zu nehmenden Science-Fiction-Literatur interessiert, wie zum Beispiel Werke von Philip K. Dick und Stanisław Lem. Später, gerade zum Album "The Plague Year" dienten auch fiktive Berichtsromane wie Die Pest zu London von Daniel Defoe als konkrete Einflüsse. Der raue, elektrisch und doch organische Klang von Irklis ist den meist analogen Instrumenten zu verdanken, welche die Mitglieder nach wie vor im Studio einsetzten (EMS VCS 3, ARP 2600, Doepfer A-100, Korg 770, Roland TR-808, Moog Source, Roland Alpha Juno, Yamaha SS30, Korg VC-10, Korg MS-20, Roland Space Echo RE-201 und andere). Der Gesang der Band kennzeichnet sich durch den dezenten und akzentuierenden Charakter und wird meist mit Vocoder oder anderen Effekten verfremdet. Irklis ist ein alt-lettisches Wort für ein Ruder, das meist in poetischen oder philosophischen Sinne verwendet wird.

## Geschichte

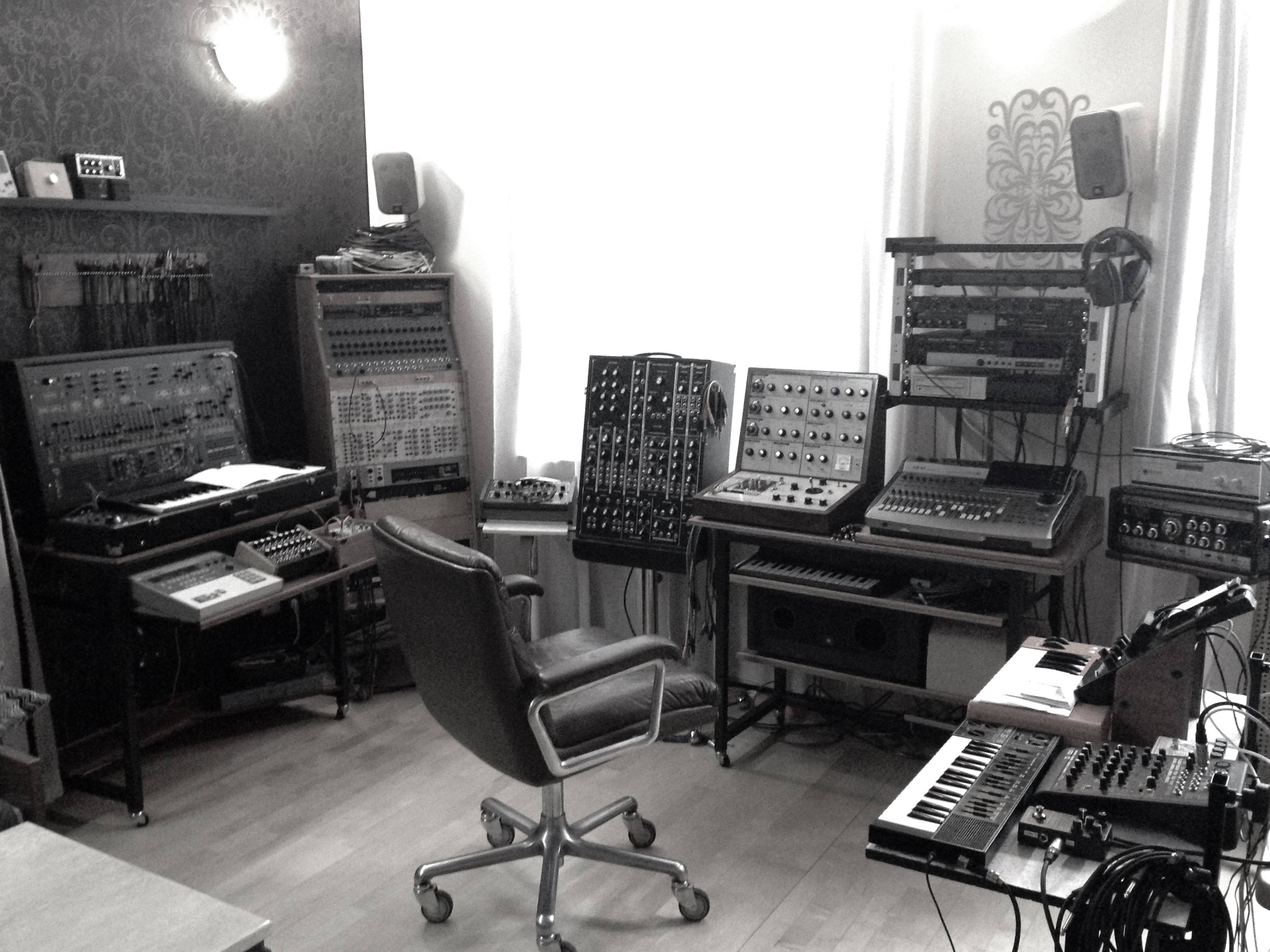
Irklis, Rotkehlchen – Studio in Deutschland

1992 bestand die Band bereits aus vier Mitgliedern – die zwei Gründer sowie Robin Brüning und Kai Franke. Im selben Jahr wurde der Bandname in Audioscope umbenannt. Nach diversen Konzerten und Demotapes folgte 1996 das Debütalbum 1 auf CD. Dieses Album wurde von dem Label Succession Records (ein Ableger von Accession Records) veröffentlicht und von EFA vertrieben. Ein Nachfolge Album mit dem Namen T.W.O. - the weird/wired one wurde vom Label abgelehnt, da es stilistisch nicht zu ihrem Genre passte. Ungeachtet dessen formten die vier Mitglieder weiter an ihrem Klang, was durch den Umzug von Roman Brüning nach Norwegen 1997 erschwert, aber auch bereichert wurde, denn fortan hatten seine Aufnahmen unter dem Namen Studio kHz eine besondere Kälte und minimalistische Note. Am 19. März 1999 fand ein Konzert in der Johanneskirche in Düsseldorf statt, dass alleine wegen des Orts und dessen Akustik eine Herausforderung und Bereicherung für die Musiker war. Am 11. Dezember 1999 folgte ein Konzert zusammen mit einer Lesung des Ex-Schlagzeugers von Kraftwerk Wolfgang Flür. Danach folgte eine kreative Ruhephase bzw. arbeiteten alle Musiker vertieft an ihre eigenen Kompositionen.
2001 zog Roman Brüning zurück nach Deutschland. Zu dieser Zeit formte sich der Klang, der heute typisch ist für Irklis, denn die Band besann sich stilistisch immer mehr auf ihre Anfangszeit, auch durch den bewussten Einsatz ihrer Vorliebe zu analogen Synthesizern und Modularsystemen. Dies führte 2003/2004 zu einer manifestierten Neuorientierung und dem Konzeptalbum The Plague Year, allerdings ohne Kai Franke als Mitglied. Mehr noch war The Plague Year auch ein Live-Konzept, welches die Band in Lettland, Norwegen und Deutschland aufgeführt hat, bevor es 2014 final als CD veröffentlicht wurde. Gleichzeitig zogen die drei Mitglieder die Konsequenz, den Bandnamen in Irklis umzubenennen. Veröffentlicht wurde das Album vom lettischen Industrial Label Sturm. Gemastert wurde das Album von Eric van Wonterghem, welcher es auch in seinem Vertrieb aufnahm (Sleepless Records Berlin). Obwohl die Bandmitglieder seit längerer Zeit schon wieder in größerer Distanz zueinander lebten (Deutschland, Lettland und Norwegen), hatte dies die musikalische Entwicklung kaum beeinflusst, außer der Tatsache, dass Roman Brüning sich immer mehr als stilles Mitglied aus der Gruppe entfernte.
2017 wurde das dritte Album Aus dem Ruder auf dem Label Sleepless Records Berlin veröffentlicht und von Ant-Zen vertrieben. Im Gegensatz zum Vorgänger ist dies ein reguläres Album, welches durch seine Kompaktheit und Innovativität besticht. Der musikalische Stil vom Vorgängeralbum wurde weitergeführt und ergänzt. Als Cover dient das Bild "Orga II" des New Yorker Künstlers Edward Quist (bekannt als Embryoroom), welcher das Album wie folgt kommentierte: It's good to hear how your band uses analog synths... it sounds as if "The Normal" continued into the 21st century. Great. Auch die Presse reagierte mit Anerkennung (Side-Line, Peek-a-boo, Sequencer).

## Aktuelle Bandbesetzung
- Robin Brüning (Synthesizer, Schlagzeug, Akustische Instrumente)
- Aleksandrs Olgerts Berzins (Synthesizer, Schlagzeug, Akustische Instrumente, Gesang)

## Diskografie

### Alben
- 1 (Succession Records – BN 03.01.D01, als Audioscope, 1996)
- T.W.O. - The Weird/Wired One (Unveröffentlicht, 1998/1999)
- The Plague Year (Sturm – Mandat nr. 39, 2014)
- Aus dem Ruder (Sleepless Records Berlin – SRB033, 2017)
- Onkalo (Sturm - Mandat nr. 46, 2021)

### Kompilationen
- Life Is Too Short For Boring Music Vol.9 (EFA – EFA 96-PK, 1996)
- The Chillout Compilation 1 (Luxury Lounge - EFA 61139-2, 2000)
- Chilling,..Underwater Vol.1 (Chilling Recordings - Chilling001, 2001)
- Elektrostat 2006 (Oslo Synthfestival – OSFCD08, 2006)
- Vågform Volym 1 (Vågform Records – VF 001, 2007)
- We’re Punch Addicted (Punch Records – PUNCH 026, 2008)
- Sturmer IV (Sturm - Mandat nr. 29, 2010)
- Sturm 25 (STURMMANDAT 42, 2020)